# Intermediäre Ricci-Krümmung
In der Differentialgeometrie, einem Teilgebiet der Mathematik, gibt es den Begriff intermediäre Ricci-Krümmung in zwei unterschiedlichen Bedeutungen. Im einen Fall wird zwischen Schnittkrümmung und Ricci-Krümmung interpoliert, im anderen zwischen Ricci-Krümmung und Skalarkrümmung.

## Definitionen
Sei {\displaystyle M} eine Riemannsche Mannigfaltigkeit. Für zwei Vektoren {\displaystyle v,w\in T_{p}M} im Tangentialraum eines Punktes {\displaystyle p\in M} bezeichnen wir jeweils mit {\displaystyle K(v,w)} die Schnittkrümmung der von {\displaystyle v} und {\displaystyle w} aufgespannten Ebene in {\displaystyle T_{p}M}.

### Interpolation zwischen Schnittkrümmung und Ricci-Krümmung
Sei {\displaystyle 1\leq k\leq \mathrm {dim} (M)-1}. Dann ist die {\displaystyle k}-te intermediäre Ricci-Krümmung für {\displaystyle k+1} orthonormale Vektoren {\displaystyle x,y_{1},\ldots ,y_{k}} in einem Tangentialraum {\displaystyle T_{p}M} definiert als
{\displaystyle \mathrm {Ric} _{k}(x,y_{1},\ldots ,y_{k}):=K(x,y_{1})+\ldots +K(x,y_{k}).}
Für {\displaystyle k=1} erhält man die Schnittkrümmung {\displaystyle K(x,y_{1})} und für {\displaystyle k=\mathrm {dim} (M)-1} die Ricci-Krümmung {\displaystyle \mathrm {Ric} (x,x)}.

### Interpolation zwischen Ricci-Krümmung und Skalarkrümmung
Sei {\displaystyle 1\leq k\leq \mathrm {dim} (M)}. Dann ist die {\displaystyle k}-te intermediäre Ricci-Krümmung für {\displaystyle k} orthonormale Vektoren {\displaystyle x_{1},\ldots ,x_{k}} in einem Tangentialraum {\displaystyle T_{p}M} definiert als
{\displaystyle \mathrm {Ric} _{k}(x_{1},\ldots ,x_{k}):=\mathrm {Ric} (x_{1},x_{1})+\ldots +\mathrm {Ric} (x_{k},x_{k}).}
Für {\displaystyle k=1} erhält man die Ricci-Krümmung {\displaystyle \mathrm {Ric} (x_{1},x_{1})} und für {\displaystyle k=\mathrm {dim} (M)} die Skalarkrümmung in {\displaystyle p}.